# Przyjęzyczki

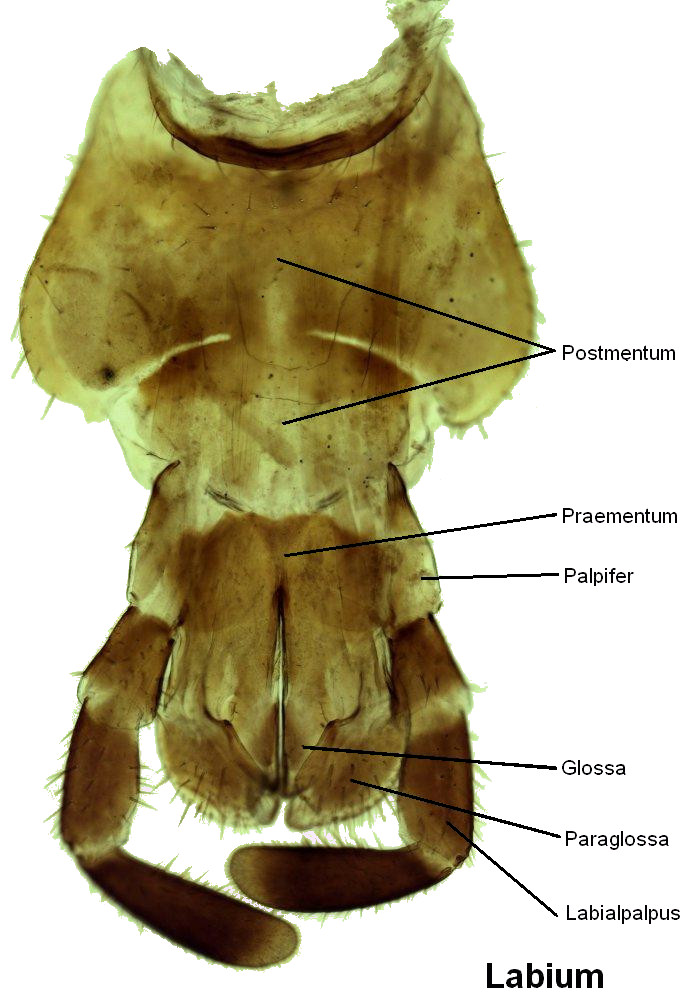
Warga dolna przybyszki amerykańskiej. Przyjęzyczek podpisany Paraglossa

Przyjęzyczki (łac. paraglossae, l. poj. paraglossa) – parzyste elementy narządów gębowych owadów, wchodzące w skład wargi dolnej, wyrastające z przedbródka.
Przyjęzyczki w pierwotnym planie budowy aparatu gębowego stanowią parę narządów osadzonych na wierzchołkowej (odsiebnej) krawędzi przedbródka, po bokach od pary języczków. Ponieważ warga dolna powstaje z przekształcenia się szczęk drugiej pary, przedbródek jest narządem homologicznym połączonych pieńków szczęk, języczki są homologami żuwek wewnętrznych, a przyjęzyczki – żuwek zewnętrznych. Łącznie języczki i przyjęzyczki określa się mianem ligulae. W różnych typach aparatów gębowych przyjęzyczyki mogą ulegać modyfikacjom, zrastać się z języczkami, podlegać uwstecznieniu, a nawet całkowitemu zanikowi.
Umięśnienie przyjęzyczka stanowić mogą musculus postoccipitoparaglossalis, musculus tentorioparaglossalis, musculus praementoparaglossalis.